# Лейтес, Наталия Самойловна
Ната́лия Само́йловна Ле́йтес (15 января 1921 года, г. Запорожье, Украина — 5 апреля 2011 года, Бостон, Массачусетс, США) — советский и российский литературовед, филолог, доктор филологических наук (1973), профессор кафедры зарубежной литературы Пермского университета. Специалист по поэтике немецкого романа XIX–XX веков, новатор в области анализа литературного произведения.

## Биография
Родилась и училась в Запорожье. С марта 1942 по сентябрь 1943 года служила в РККА заведующей клубом в эвакуационном госпитале, входившим в состав Северо-Кавказского фронта. В 1945 году окончила с отличием МГУ.
С 1946 по 1951 год — преподаватель зарубежной литературы и теории литературы Запорожского государственного пединститута.
В 1953 году в МГУ защитила диссертацию на соискание учёной степени кандидата филологических наук по теме «Белинский о немецкой литературе XIX века».
С 1953 года — старший преподаватель Запорожского пединститута, с 1961 года — доцент кафедры истории русской, советской и зарубежной литературы.
С 1963 года — доцент кафедры зарубежной литературы Пермского университета.
В 1973 году в Тбилиси защитила докторскую диссертацию «Эволюция жанра романа в немецкой литературе 1918—1945 гг.» и в 1976 году стала профессором кафедры зарубежной литературы ПГУ.
С начала 1990-х годов проживала в США.
Муж — хозяйственный работник Ари Янович Демьянов.

## Научная работа
Научные интересы сосредоточены на художественных закономерностях развития зарубежной литературы XIX–XX вв., на проблемах поэтики романа. Историческая изменчивость поэтики и внутреннее единство произведения, время в его модификациях и эволюции, формы сопряжения исторически конкретного и вечного, судьбы категории характера и художественного психологизма, новые поэтические и стилевые тенденции (в частности травестирование традиций, распространившееся в литературе последних лет) — таков круг вопросов, рассматриваемых в её статьях и книгах.
В научной жизни филологического факультета ПГУ в 1970 годах подход Н. С. Лейтес вызвал революционные изменения в предмете научного исследования: идеологическое содержание произведения было потеснено поэтикой в широком, литературоведческом смысле. Предметом анализа в её работах была художественная структура произведения, которая в её интерпретации открывала путь к пониманию содержания художественного целого. Эта методология быстро завоевывала в 1970-е годы признание и в то же время вызывала озлобленное сопротивление консерваторов.
Крупный теоретик литературы, исследователь-литературовед, активно участвовавший в развитии современной литературоведческой мысли; работала в контакте с учеными многих вузов и академических институтов страны; её труды вызывали и вызывают большой интерес специалистов.
Находилась в дружеских отношениях с известными литературоведами, ценившими её талант, Е. М. Мелетинским, Л. И. Лазаревым, А. М. Гуревичем, Т. Павловой. Её работы по истории немецкого романа были известны в нашей стране и за её пределами (в литературоведении ГДР, Англии).
Самые известные монографии — "Немецкий роман 1918–1945 годов" (1975), "Черты поэтики немецкой литературы нового времени" (1980), "Роман как художественная система" (1985), "От "Фауста" до наших дней. Из истории немецкой литературы" (1987) и др.